# Patience (X-Files)
Patience (Patience) est le 3e épisode de la saison 8 de la série télévisée X-Files. Dans cet épisode, Scully et Doggett mènent leur première enquête en commun en étant confrontés à une créature mi-homme mi-chauve-souris.
Écrit et réalisé par Chris Carter, qui souhaitait revenir aux racines horrifiques de la série, l'épisode a recueilli des critiques mitigées.

## Résumé
À Burley, dans l'Idaho, un entrepreneur en pompes funèbres et sa femme sont brutalement tués par une créature volante humanoïde. Scully et Doggett, dont c'est la première enquête ensemble, sont chargés du cas, Scully expliquant à son nouveau partenaire que ce sont des morsures humaines qui ont causé ces deux morts. Sur place, les deux agents sont accueillis avec méfiance par l'inspecteur Abbott. Ils trouvent d’étranges empreintes de pieds à quatre doigts, ainsi que deux doigts coupés apparemment régurgités et des marques de griffes dans le grenier. Lors de l'autopsie, Scully constate que les morsures ne sont pas humaines, malgré leurs similarités, mais animales, et retrouve dans la salive laissée sur les doigts un anticoagulant existant seulement chez les chauves-souris. Doggett découvre quant à lui un article du journal local datant de 1956 évoquant une série de meurtres attribués à une créature mi-homme mi-chauve-souris qui a été prétendument abattue par un groupe de chasseurs avant que son corps disparaisse de la morgue.
Après un nouveau meurtre similaire, Scully fait le lien entre la dernière victime et sa fille, Ariel McKesson, portée disparue en 1956 et dont le corps brûlé a été découvert récemment. Le corps est exhumé, des traces de griffes étant visibles sur le cercueil, et l'inspecteur Abbott, resté seul avec le cercueil, est alors attaqué et tué par la créature. Scully attribue la mort d'Ariel McKesson à une cause naturelle mais pense que son corps a été brûlé pour camoufler quelque chose et se rend compte que les quatre victimes ont en commun d'avoir été en contact avec ce corps. Scully et Doggett se rendent chez Myron Stefaniuk, qui a découvert le corps dans une rivière, et lui posent des questions sur son frère Ernie, l'un des chasseurs de 1956 qui est porté disparu depuis cette date. Malgré leurs méthodes très différentes, les deux agents sont d'accord sur le fait que Myron leur cache quelque chose.
En surveillant Myron, les deux agents découvrent qu'Ernie est toujours vivant et qu'il vit sur une petite île, avec sa femme Ariel, depuis 1956 afin de se cacher de la créature qui est dotée d'un odorat exceptionnel. Ernie leur confie qu'à la mort de sa femme, il a brûlé son corps afin de dissimuler son odeur, et que Myron est désormais en danger. Doggett part retrouver Myron mais est en chemin attaqué et blessé par la créature. Celle-ci s'en prend ensuite à Scully et Ernie, et tue ce dernier. Scully fait feu sur la créature et la blesse avant d'être mise au sol. Doggett revient à ce moment et blesse à son tour la créature, qui prend la fuite. Après cela, Scully accepte enfin le fait que Doggett soit son nouveau partenaire.

## Distribution
- Gillian Anderson : Dana Scully
- Robert Patrick : John Doggett
- Bradford English : l'inspecteur Abbott
- Gene Dynarski : Ernie Stefaniuk
- Dan Leegant : Myron Stefaniuk
- Jay Caputo : l'homme chauve-souris
- Eve Brenner : Madame McKesson

## Production
Chris Carter écrit ce scénario avec l'intention de revenir aux histoires de « monstres de la semaine » horrifiques des premières saisons. L'épisode est également conçu afin de tester le scepticisme de Doggett envers le paranormal. La créature mi-homme mi-chauve-souris qui constitue l'antagoniste de l'épisode est inspirée par Man-Bat, l'un des ennemis de Batman.
L'épisode est le premier de la série dans lequel le nom de David Duchovny n'apparaît pas au générique. Les chauves-souris utilisées dans l'épisode sont des roussettes d'Égypte.

## Accueil

### Audiences
Lors de sa première diffusion aux États-Unis, l'épisode réalise un score de 8,2 sur l'échelle de Nielsen, avec 12 % de parts de marché, et est regardé par 13,3 millions de téléspectateurs. La promotion télévisée de l'épisode est réalisée avec le slogan « More deadly than a man. More ruthless than a bat. A hungry predator waits in the darkness for its next prey... Scully and Doggett » (en français « Plus meurtrier qu'un homme. Plus impitoyable qu'une chauve-souris. Un prédateur affamé attend dans l'ombre sa prochaine proie... Scully et Doggett »).

### Accueil critique
L'épisode obtient des critiques mitigées. Parmi les critiques favorables, le site What Culture le considère comme un retour réussi aux racines horrifiques de la série et classe l'homme chauve-souris à la 8e place des créatures les plus effrayantes de la série. Le site Le Monde des Avengers lui donne la note de 3/4.
Du côté des critiques mitigées, Todd VanDerWerff, du site The A.V. Club, lui donne la note de C+. John Keegan, du site Critical Myth, lui donne la note de 6/10. Dans leur livre sur la série, Robert Shearman et Lars Pearson lui donnent la note de 2,5/5.
Parmi les critiques négatives, Paula Vitaris, de Cinefantastique, lui donne la note de 1,5/4, critiquant sévèrement l'aspect « artificiel » de la créature.